# Agregação de ciências físicas
A agregação de ciências físicas é o concurso do Ministério da Educação (França) para o recrutamento de professores de física e química. destinados a lecionar em escolas secundárias ou nas faculdades.
E feita uma distinção entre:
A agregação externa, para aqueles que não são funcionários públicos (por exemplo, estudantes que pretendem se tornar professores). Ela está aberta a residentes franceses ou europeus, titulares de um nível bac + 5.
A agregação interna, para aqueles que já são funcionários públicos (na maioria das vezes, os candidatos já são professores e estão procurando progredir em suas carreiras). Ela está reservada aos funcionários públicos que comprovem cinco anos de antiguidade ao serviço do Estado.
A agregação externa de ciências físicas vem em três opções :
- Opção de física ;
- Opção de química ;
- Opção de Física Aplicada.

A agregação interna de ciências físicas vem em duas opções :
- Opção Física-Química ;
- Opção de física aplicada.

## Agregados famosos
- Pierre-Gilles de Gennes
- Louis Néel
- Claude Cohen-Tannoudji
- Serge Haroche
- Philippe Nozières